# 輪厚停車區

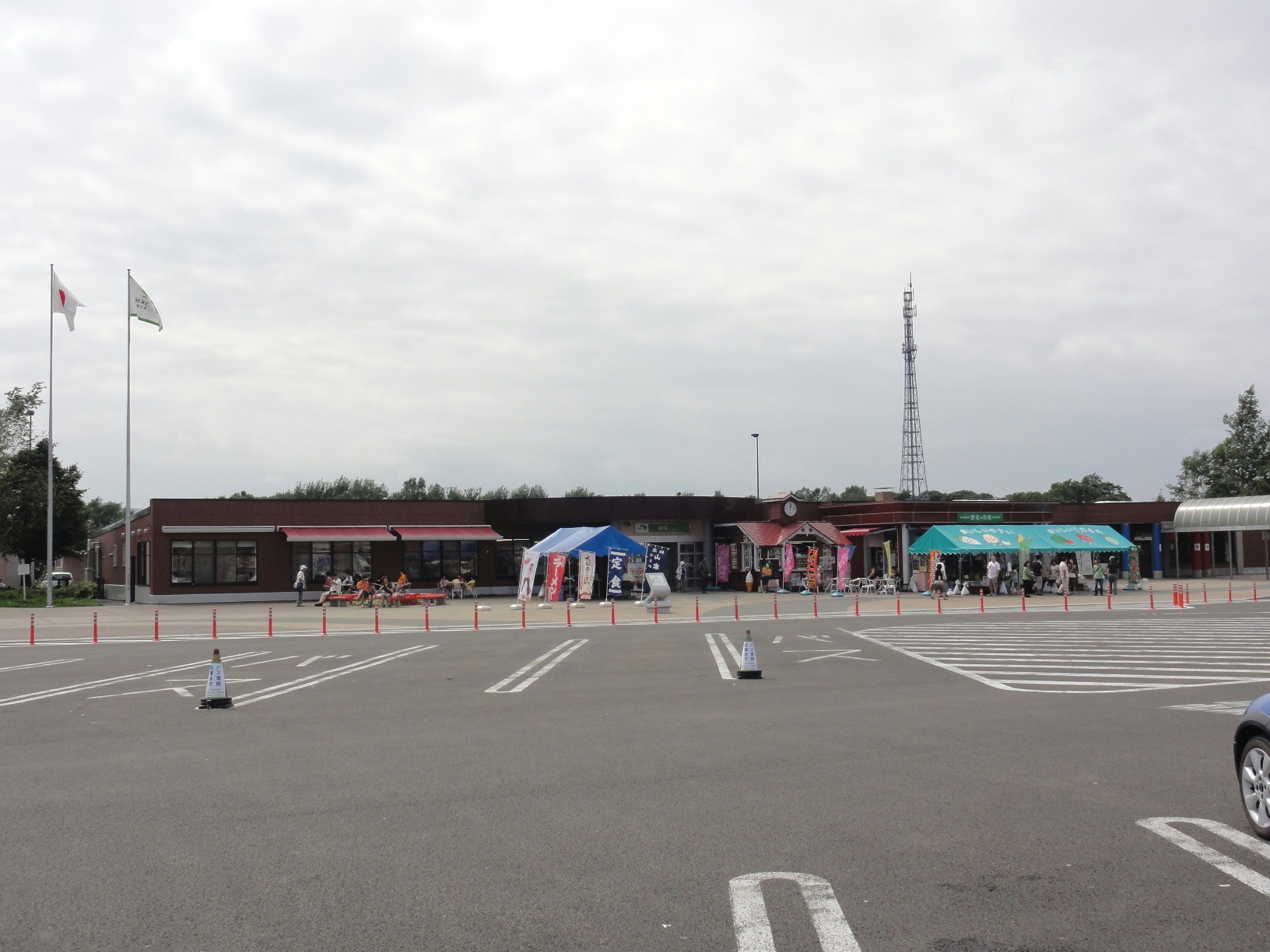
下行線停车区 (2010年8月)

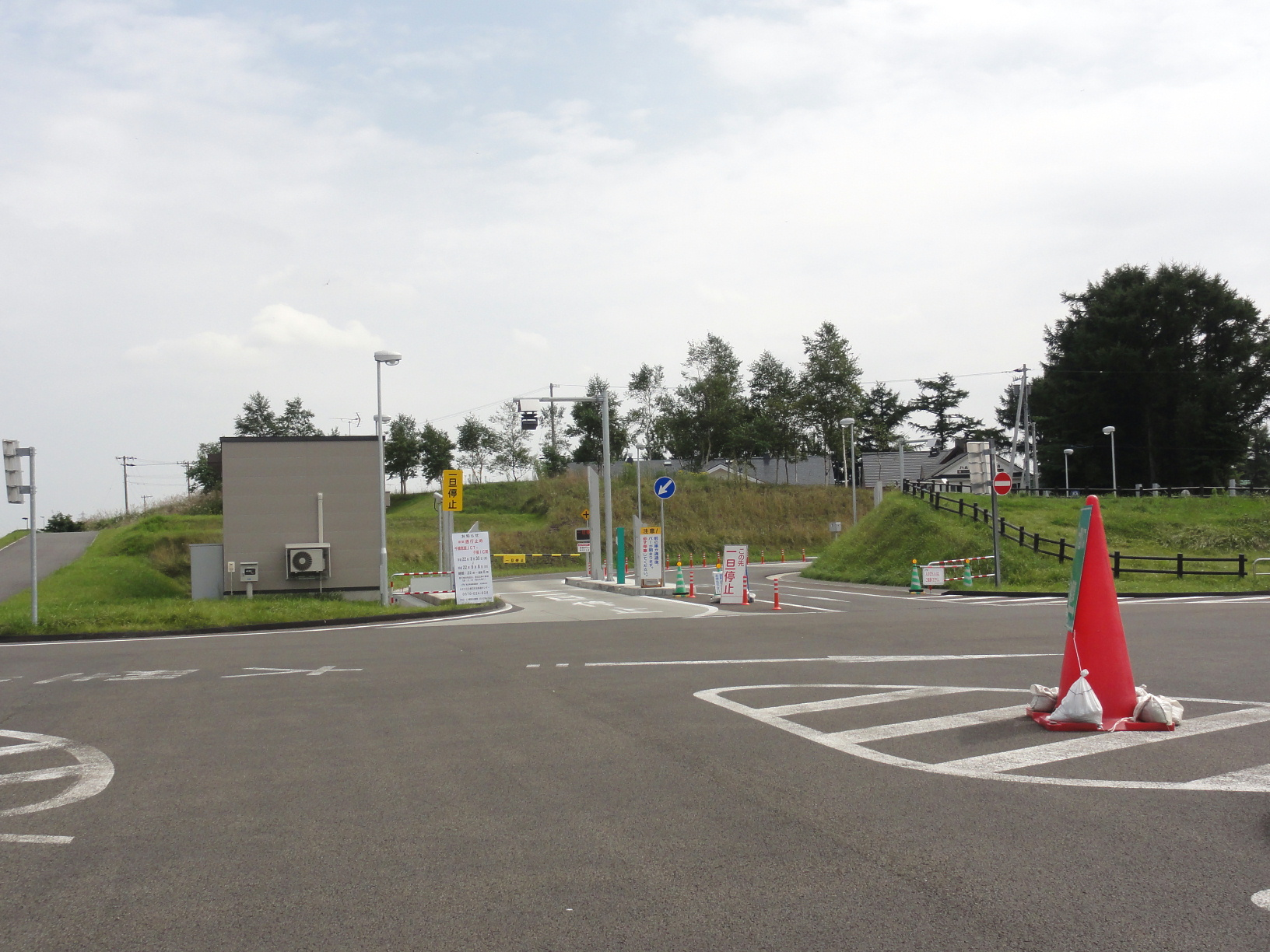
Smart IC 下行線出入口 (2010年8月)

輪厚停车区（日语： Wattsu Pākin'gu Eria */?）是位於北海道北廣島市的道央自動車道之停车区。由東日本高速公路與Nex-area東日本株式會社管理。同時，此停车区為北海道中央巴士與道南巴士的輪厚巴士站。此停车区同時設有智能IC出入口。
名稱源自阿伊努語的「ut-nay」（肋骨的河流）。

## 連接道路
- 道央自動車道
- 北廣島市道廣島輪厚線

## 历史
- 1971年12月4日 - 停车区啟用。
- 2009年6月29日 - Smart IC啟用。

## 停车区設施
- 上行線（千歲、室蘭、函館方向）
  - 停車場
    - 小型車：120台
    - 大型車：26台
    - 有殘疾人士車位

  - 廁所
    - 男士 大型6（和式2、西式4）、小型20
    - 女士 24（和式5、西式19）
      - 與男童共用 2

    - 輪椅人士專用 1

  - 油站（出光興產（共立石油））：24小時服務
    - 在此油站後下一油站是在114公里後之有珠山SA。另外，前往道東自動車道與日高自動車道中，此油站為公路上最後一個。

  - 資訊台
    - 平日：09:00-18:00
    - 六、日及假期：08:00-18:00

  - 嬰兒床、傳真服務、手提電話充電服務
  - 新千歲機場航班資訊（服務時間：06:00-22:30）
  - 商店
    - 小吃販賣
      - 平日：07:30-20:00
      - 六、日及假期：07:30-20:30

    - 購物中心
      - 平日：07:00-20:00
      - 六、日及假期：06:00-23:00

  - 休息處
  - 自動售賣機
  - Smart IC（出入口）（服務時間：06:00-22:00）
- 下行線（札幌方向）
  - 停車場
    - 小型車：160台
    - 大型車：26台
    - 有殘疾人士車位

  - 廁所
    - 男士 大型6（和式2、西式4）、小型20
    - 女士 24（和式5、西式19）
      - 與男童共用 2

    - 輪椅人士專用 1

  - 油站（出光興產（共立石油），在2008年3月31日前，供應商為日本能源）：24小時服務
    - 在此油站後下一油站是在92公里後之砂川SA。另外，前往札樽自動車道中，此油站為公路上最後一個。

  - 資訊台
    - 平日：09:00-18:00
    - 六、日及假期：09:00-19:00

  - 嬰兒床、傳真服務、手提電話充電服務
  - 商店
    - 小吃販賣
      - 平日：07:30-20:00
      - 六、日及假期：07:30-20:30

    - 購物中心
      - 平日：07:00-20:00
      - 六、日及假期：06:00-23:00

  - 休息處
  - 自動售賣機
  - Smart IC（出入口）（服務時間：06:00-22:00）
  - 輪厚巴士站

## 輪厚巴士站

### 上行線（千歲、室蘭方向）
- 北海道中央巴士、北都交通共同營運
  - 新千歲機場連絡巴士 往新千歲機場
- 北海道中央巴士
  - 高速苫小牧號 往苫小牧站前、苫小牧渡輪碼頭
  - 高速室蘭號 往室蘭產業會館、室蘭大谷高校
- 道南巴士
  - 高速Hasukappu號 往苫小牧站前
  - 高速溫泉號 往登別溫泉
  - 高速白鳥號 往室蘭產業會館
  - 高速室蘭Sakkā號 往室蘭大谷高校
  - 高速伊達Rainā號 往伊達站前
  - 高速飛馬號 往浦河終點站
  - 高速日高號 往日高終點站

### 下行線（札幌方向）
- 北海道中央巴士
  - 高速苫小牧號、高速室蘭號 往札幌車站客運總站（經大谷地巴士總站）

## IC周邊
- 輪厚停车区距離輪厚中心西方約1.2公里（沿國道36號）
- 輪厚停车区距離北廣島市中心東北方約6公里
- 輪厚三愛醫院
- 札幌高爾夫俱樂部輪厚高爾夫球場
- 北海道中央巴士「俱樂部前」巴士站

## 鄰近設施
道央自動車道
(4)惠庭IC - (3-1)輸厚停车区/Smart IC - (3)北廣島IC

## 相關項目
- 日本服務區與休息區一覽

## 外部連結
- 東日本高速道路株式會社 （页面存档备份，存于）
  - e-NEXCO服務區與休息區情報
- 北海道開發局 （页面存档备份，存于）
- 北廣島市 （页面存档备份，存于）

1. ↑  北海道庁.  (PDF). 北海道庁.   [2017-08-16]. （原始内容存档 (PDF)于2018-04-17）.